# 高雄州立農事試驗場
高雄州立農事試驗場為日治時期臺灣高雄州所屬的農業試驗機關，設立於1923年，位於屏東市瑞穗町，為現今高雄區農業改良場前身，並在2006年遷至屏東縣長治鄉。

## 介紹
高雄州立農事試驗場的前身為「阿緱廳農會附屬農場」，設立於1903年，在設立初期，專門研究在來米品種改良，並曾以研發的「阿緱米」聞名。台灣的行政區劃於1920年改制為州廳制後，阿緱廳農會附屬農場於1923年更名為「高雄州立農事試驗場」。
另外，澎湖廳於1910年在馬公設有澎湖廳農會農場，後於1921年遷至現今朝陽里附近，並改為「高雄州立農事試驗場澎湖廳農事試作場」。

## 戰後發展
二戰後，高雄州立農事試驗場改為「高雄區農業改良場」，原本的辦公廳舍在後來改作農業資料館，於2007年被登錄為屏東縣歷史建築，2014年由屏東縣文化資產保護所使用。